# وليد الشهري
وليد الشهري (20 ديسمبر 1978 – 11 سبتمبر 2001) كان أحد الخمسة الذين سيطروا على طائرة الخطوط الجوية الأمريكية الرحلة 11 التي حُطمت في البرج الشمالي من مركز التجارة العالمي كجزء من هجمات 11 سبتمبر عام 2001.
ولد في عسير بالسعودية، وذهب في وقت لاحق للقتال في الشيشان جنباً إلى جنب مع شقيقه وائل، ولكن تم إعادة توجيهه إلى أفغانستان، حيث تم تجنيده لتنفيذ الهجمات.
وصل الشهري في الولايات المتحدة في أبريل 2001 بتأشيرة سياحية. في 11 سبتمبر 2001، استقل وليد مع شقيقه وائل الشهري، وكان واحداً من الخمسة الذين ساعدو في خطف طائرة الخطوط الجوية الأمريكية الرحلة 11 لتمكين محمد عطا من ضرب الطائرة في البرج الشمالي من مركز التجارة العالمي.